# Anschlag von Bali 2005
Beim Anschlag von Bali 2005 ereigneten sich am 1. Oktober auf der indonesischen Insel Bali eine Serie von Bombenanschlägen. Im Abstand weniger Minuten explodierten gegen 19 Uhr Ortszeit drei Bomben in Jimbaran und Kuta. Bei den Explosionen kamen 23 Menschen ums Leben, einschließlich dreier Selbstmordattentäter. Laut Polizei soll die Terrororganisation Jemaah Islamiyah für den Anschlag verantwortlich sein.
Die indonesische Nachrichtenagentur Antara News berichtete als erstes, dass sich die ersten zwei Explosionen etwa um 18:50 Uhr Ortszeit in der Nähe eines und die dritte um 19:00 Uhr auf einem Platz in Kuta ereignet hatten. Andere Quellen sprachen von 19:15 Uhr.